# Wolfgang Raub
Wolfgang Raub (* 1. August 1954 in Kuppenheim) ist ein deutscher Koch.

## Werdegang
Raub entstammt einer Gastronomen-Familie, das Restaurant war seit 1854 in Familienbesitz. Nach Ausbildung und Bundeswehr ging Raub 1975 zu Brenners Parkhotel bei Albert Kellner in Baden-Baden und machte 1978 seine Küchenmeisterprüfung am gleichen Ort.
1979 übernahm er den Familienbetrieb in Kuppenheim-Oberndorf und nannte ihn Raubs Landgasthof. Ab 1989 wurde das Restaurant mit einem Michelinstern ausgezeichnet.
Im September 2022 schloss Raub seinen Landgasthof.

## Auszeichnungen
- 1987: Entdeckung des Jahres, Gault Millau
- 1989–2021: Ein Michelinstern
- 1994: Koch des Monats August, Der Feinschmecker

## Publikationen
- Hotel- und Restaurationsküche von Heinz Klinger (Mitarbeit), Pfanneberg-Verlag 1986.